# Renato Rizzi
Renato Rizzi (Rovereto, 3 luglio 1951) è un architetto italiano.

## Biografia
Si è laureato in architettura a Venezia nel 1977. Dal 1984 ha collaborato per una decina d'anni con Peter Eisenman a New York, per poi tornare in Italia e dedicarsi all’insegnamento e alla progettazione. Nel 1992 riceve il Premio Nazionale In/Arch e nel 1999 la medaglia d’oro per l'architettura della Triennale di Milano con il progetto di restauro della Casa Museo Depero. Nel 2003 vince il terzo premio del concorso per la progettazione del Grand Egyptian Museum al Cairo. Nel 2011 ha ricevuto la menzione d’onore del Compasso d'oro per il restauro della Casa Museo Depero.
Professore associato di composizione architettonica all'Università Iuav di Venezia, ha tenuto conferenze ad Harvard, Il Cairo, La Plata e Auckland. Ha esposto i propri lavori alla Biennale di architettura di Venezia nel 1984, 1985, 1996, 2002 e 2010. È direttore dal 2009 della collana “Estetica e Architettura” per Mimesis Edizioni.
Dal 2005 al 2014 è stato impegnato nella progettazione e realizzazione del nuovo Teatro Shakespeare di Danzica (Gdański Teatr Szekspirowski), inaugurato in settembre 2014.
Nel 2017 ha ricevuto al Quirinale il Premio Presidente della Repubblica all'architettura, assegnato su proposta dell'Accademia di San Luca.

## Pubblicazioni (parziale)
- (a cura di) La fine del Classico, di Peter Eisenman, Venezia, 1987
- Mistico nulla, F. Motta editore, Milano, 1996
- Le voci dell’ozio, Venezia, 1999
- (a cura di) Tecnica e architettura, di Emanuele Severino, Milano, 2003
- Il Daimon di Architettura, Theoria-Eresia, Bologna, 2006
- Il divino del paesaggio, Venezia, 2008
- La muraglia ebraica: l'impero eisenmaniano, Mimesis, 2009
- John Hejduk: Incarnatio, Marsilio, Venezia, 2010
- L'Inconciliabile (con R. Toffolo e M. Donà), Mimesis, Milano-Udine, 2010
- L'Aquila-S(c)isma dell’Immagine, Mimesis, Milano-Udine, 2011
- Parma Inattesa, Mup Editore, Parma, 2013